# I'd Rather Believe in You
«I'd Rather Believe in You» — тринадцятий студійний альбом американської співачки і акторки Шер, що вийшов у жовтні 1976 року на лейблі «Warner Bros. Records». Цей альбом, як і його попередник, не мав успіху і не потрапив в чарти.

## Про альбом
Оскільки попередній «Stars» зазнав комерційний провал, у цьому альбомі Шер повернулася до ліричних поп-пісень. Оркестроване аранжування пісень, присутнє в альбомі «Stars», було замінено «лос-анджелеським звучанням» середини 1970-х років (типовим для Лінди Ронстадт і гурту «The Eagles»). «I'd Rather Believe in You» залишився непоміченим і в підсумку не потрапив до чартів. Продюсер альбому Майкл Омартян пояснював провал платівки нестачею промоушена.
Шер записувала цей альбом, коли була вагітна другою дитиною, Елайджою Блю Оллменом. На задній стороні обкладинки вона написала свою посвяту синові: «І особлива подяка Елайджі за те, що він дочекався дня, коли я завершу альбом. Шер».
У 1976 році Шер також зробила запис двох інших пісень: першою є дует з Гаррі Нілссоном «A Love Like Yours», друга — пісня «Pirate» (з альбому «Cherished», що вийшов роком пізніше), яка ввійшла до деяких видань альбому як бонус-трек. Пісня «A Love Like Yours» вийшла як сингл, який не потрапив в чарти через конфлікти між лейблами Шер і Нілссона. Єдиним синглом альбому стала пісня «Long Distance Love Affair», але й вона зазнала невдачі в чартах. Шер двічі виконувала цю пісню на її телешоу. Пісня «I'm Rather Believe In You» планувалася як другий сингл альбому, але його реліз скасований після провалу першого синглу. Існує ще одна версія цієї пісні, у якій тексти стосуються Бога, а не на коханця, вона була записана християнським співочим гуртом «Imperials» для їхнього альбому «Priority» 1980 року, який також продюсував Омартян.
В початку 1976 року Шер і Сонні Боно повернулися на телебачення і взялися за запис нового альбому. За рішенням суду, під час шлюборозлучного процесу було вирішено, що Шер за контрактом винна Сонні ще один запис. Вони повернулися в студію, проте після провалу синглу в 1977 році реліз альбому був скасований.
Альбом ніколи не видавався на CD, і будь-які рідкісні компакт-диски з «I'd Rather Believe in You» не є офіційними. За інформацією журналу «Billboard» Шер володіє повними правами цього альбому, «Warner Bros. Records» не мають права перевидавати його.

## Список композицій
| Перша сторона | Перша сторона                 | Перша сторона                   | Перша сторона |
| #             | Назва                         | Автор                           | Тривалість    |
| ------------- | ----------------------------- | ------------------------------- | ------------- |
| 1.            | «Long Distance Love Affair»   | Майкл Прайс Ден Волш            | 2:45          |
| 2.            | «I'd Rather Believe in You»   | Майкл Омартян Стормі Омартян    | 3:45          |
| 3.            | «I Know (You Don't Love Me)»  | Барбара Джордж                  | 2:54          |
| 4.            | «Silver Wings & Golden Rings» | Глорія Склеров Моллі Енн Лейкін | 3:20          |
| 5.            | «Flashback»                   | Арті Вейн Алан О'Дей            | 3:53          |

| Друга сторона | Друга сторона             | Друга сторона                                       | Друга сторона |
| #             | Назва                     | Автор                                               | Тривалість    |
| ------------- | ------------------------- | --------------------------------------------------- | ------------- |
| 1.            | «It's a Cryin' Shame»     | Денніс Ламберт Браян Поттер                         | 2:49          |
| 2.            | «Early Morning Strangers» | Баррі Манілов Хел Девід                             | 3:43          |
| 3.            | «Knock on Wood»           | Едді Флойд Стів Кроппер                             | 3:30          |
| 4.            | «Spring»                  | John Tipton                                         | 4:23          |
| 5.            | «Borrowed Time»           | Джон М. Хілл Вілліам Соден Джо Вебер Спенсер Мішлін | 2:57          |

## Учасники запису
- Шер — головний вокал
- Дін Паркс, Лі Рітенаур — гітара
- Джей Грейдон — гітара, мандоліна
- Бен Беней — гітара, гармоніка
- Девід Хангейт, Леланд Склар, Скотт Едвардс — бас-гітара
- Майкл Омартян — клавішні, бек-вокал
- Джефф Поркаро — ударні
- Стів Баррі, Віктор Фельдман — перкусія
- Чак Фіндлі, Лью Маккрірі, Ніно Темпо, Стів Даглас, Стів Мадайо — горни
- Ден Волш, Джин Нельсон, Джинджер Блейк, Джим Гаас, Джулія Тіллмен Вотерс, Керрі Чатер, Максін Тіллмен Вотерс, Майкл Прайс, Стефані Спрінг — бек-вокал

Технічний персонал
- Стів Баррі — продюсер
- Майкл Омартян — продюсер
- Філ Кайє — інженер звукозапису
- Ед Трашер — артдиректор
- Норман Сіфф — фотографування